# Donna Fraser

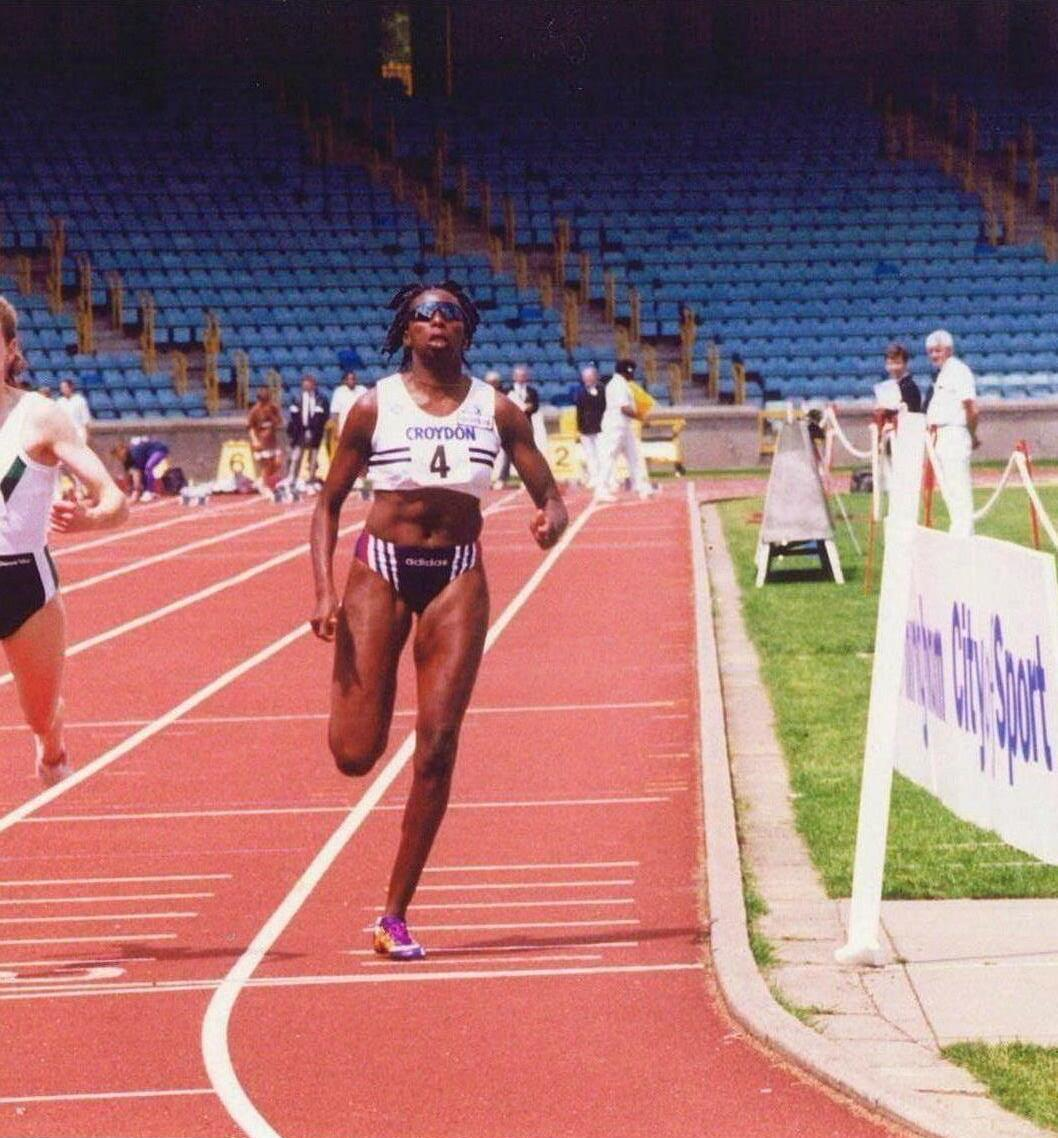
Donna Fraser

Donna Fraser (Donna Karen Fraser; * 7. November 1972 im London Borough of Croydon) ist eine ehemalige englische Leichtathletin. Die Olympiavierte 2000 im 400-Meter-Lauf erreichte bei internationalen Meisterschaften vor allem mit der britischen und der englischen 4-mal-400-Meter-Staffel Medaillen und vordere Platzierungen. 
Donna Fraser wurde bei den Juniorenweltmeisterschaften 1990 Zweite mit der 4-mal-100-Meter-Staffel. Bei den Junioreneuropameisterschaften 1991 gewann sie mit der 4-mal-100-Meter-Staffel erneut Silber und wurde mit der 4-mal-400-Meter-Staffel Fünfte. Über 400 Meter siegte sie in 52,54 s vor der Deutschen Anja Rücker in 52,73 s. 
Nachdem sie bei den Olympischen Spielen 1996 über 400 Meter im Viertelfinale ausgeschieden war, wurde sie 1997 bei den Hallenweltmeisterschaften und den Weltmeisterschaften jeweils Sechste mit der 4-mal-400-Meter-Staffel.
Bei den Halleneuropameisterschaften 1998 wurde sie über 200 Meter Fünfte in 23,53 s. Bei den Europameisterschaften 1998 in Budapest erreichte sie über 400 Meter in 51,54 s den sechsten Platz. Als Startläuferin der britischen 4-mal-400-Meter-Staffel gewann sie zusammen mit Vicky Jameson, Katherine Merry und Allison Curbishley in 3:25,66 min Bronze hinter den Staffeln aus Deutschland und Russland. Vier Wochen nach den Europameisterschaften fanden in Kuala Lumpur die Commonwealth Games 1998 statt. Über 400 Meter erreichte Fraser in 51,01 s den dritten Platz hinter der Jamaikanerin Sandie Richards und hinter Curbishley, die hier für Schottland antrat. Am Schlusstag gewann Fraser dann zwei weitere Medaillen. Mit der 4-mal-100-Meter-Staffel erlangte sie Bronze hinter Australien und Jamaika, über 4-mal 400 Meter mussten sich die Engländerinnen nur den Australierinnen geschlagen geben.
Nach einer schwächeren Saison 1999 steigerte Fraser bei den Olympischen Spielen 2000 bereits im Viertelfinale ihre Bestleistung von 50,85 s auf 50,77 s. Im Halbfinale lief sie 50,21 s und im Finale wurde sie in 49,79 s Vierte mit sieben Hundertstelsekunden Rückstand auf Katherine Merry. Die Staffel erreichte im Finale als Sechste das Ziel.
Nach langer Verletzungspause lief Donna Fraser bei den Olympischen Spielen 2004 wieder in der britischen Staffel. In 3:25,12 min belegten Fraser, Catherine Murphy, Christine Ohuruogu und Lee McConnell Rang vier, hatten aber über drei Sekunden Rückstand auf Bronze. Bei den Halleneuropameisterschaften 2005 in Madrid gewann Fraser nach sechseinhalb Jahren wieder eine internationale Medaille. In der Besetzung Melanie Purkiss, Donna Fraser, Catherine Murphy und Lee McConnell unterlag die britische Staffel in 3:29,81 min nur den Russinnen und den Polinnen. Bei den Weltmeisterschaften 2005 in Helsinki erlief die Staffel in der Besetzung Lee McConnell, Donna Fraser, Nicola Sanders und Christine Ohuruogu in 3:24,44 min Bronze hinter den Staffeln aus Russland und Jamaika.
Bei einer Körpergröße von 1,81 m betrug ihr Wettkampfgewicht 70 kg. Sie startete für den Verein Croydon Harriers, wo sie von Ayo Falola trainiert wurde.

## Bestleistungen
- 100 Meter: 11,57 s (2000)
- 200 Meter: 23,05 s (2004)
- 400 Meter: 49,79 s (2000)